# Eve McCrystal
Eve McCrystal (* 28. Juli 1978 in Dundalk) ist eine irische Radrennfahrerin, die in der Elite Rennen auf der Straße bestreitet sowie als Pilotin im Paracycling aktiv ist.

## Sportliche Laufbahn
Seit 2012 – da war sie 33 Jahre alt – ist Eve McCrystal als Rennfahrerin aktiv, bestritt aber fast ausschließlich einheimische Straßenrennen. Mehrfach belegte sie Podiumsplätze bei irischen Straßenmeisterschaften; 2018 wurde sie nationale Meisterin im Straßenrennen, 2020 im Einzelzeitfahren.
Seit 2013 fungiert McCrystal zudem als Pilotin der sehbehinderten Fahrerin Katie-George Dunlevy. Die beiden Fahrerinnen errangen gemeinsam zahlreiche Erfolge bei Tandemrennen der Paracycling-Klasse B. 2014 wurde das Duo Vize-Weltmeisterinen im Straßenrennen. Im Jahr darauf gewannen sie bei den Sommer-Paralympics Gold im Einzelzeitfahren sowie Silber im Straßenrennen. 2017 und 2018 wurden sie jeweils zweifache Weltmeisterinnen in beiden Straßendisziplinen; 2019 errangen sie Silber und Gold. Auf der Bahn belegten sie 2015 und 2018 jeweils den dritten Platz in der Verfolgung. Bei den 2020 Bahn-Weltmeisterschaften 2020 errangen die beiden Fahrerinnen Silber in der Verfolgung.

## Berufliches
Eve McCrystal ist Angehörige der Garda Síochána, der irischen Nationalpolizei.

## Erfolge

### Paracycling

#### Straße
2014
- Weltmeisterschaft – Straßenrennen (als Pilotin von Katie-George Dunlevy)

2016
- Sommer-Paralympics-Siegerin – Einzelzeitfahren (als Pilotin von Katie-George Dunlevy)
- Sommer-Paralympics – Straßenrennen (als Pilotin von Katie-George Dunlevy)

2017
- Weltmeisterin – Zeitfahren, Straßenrennen (als Pilotin von Katie-George Dunlevy)

2018
- Weltmeisterin – Zeitfahren, Straßenrennen (als Pilotin von Katie-George Dunlevy)

2019
- Weltmeisterin – Zeitfahren (als Pilotin von Katie-George Dunlevy)
- Weltmeisterschaft – Straßenrennen (als Pilotin von Katie-George Dunlevy)

2021
- Sommer-Paralympics-Siegerin – Straßenrennen, Einzelzeitfahren (als Pilotin von Katie-George Dunlevy)

2023
- Weltmeisterin – Zeitfahren, Straßenrennen (als Pilotin von Katie-George Dunlevy)

#### Bahn
2015
- Weltmeisterschaft – Verfolgung (als Pilotin von Katie-George Dunlevy)

2018
- Weltmeisterschaft – Verfolgung (als Pilotin von Katie-George Dunlevy)

2020
- Weltmeisterschaft – Verfolgung (als Pilotin von Katie-George Dunlevy)

2021
- Sommer-Paralympics – Verfolgung (als Pilotin von Katie-George Dunlevy)

2023
- Weltmeisterschaft – Verfolgung (als Pilotin von Katie-George Dunlevy)

2024
- Sommer-Paralympics – Verfolgung (als Pilotin von Katie-George Dunlevy)

### Elite
2018
- Irische Meisterin – Straßenrennen

2020
- Irische Meisterin – Einzelzeitfahren